# 모모스

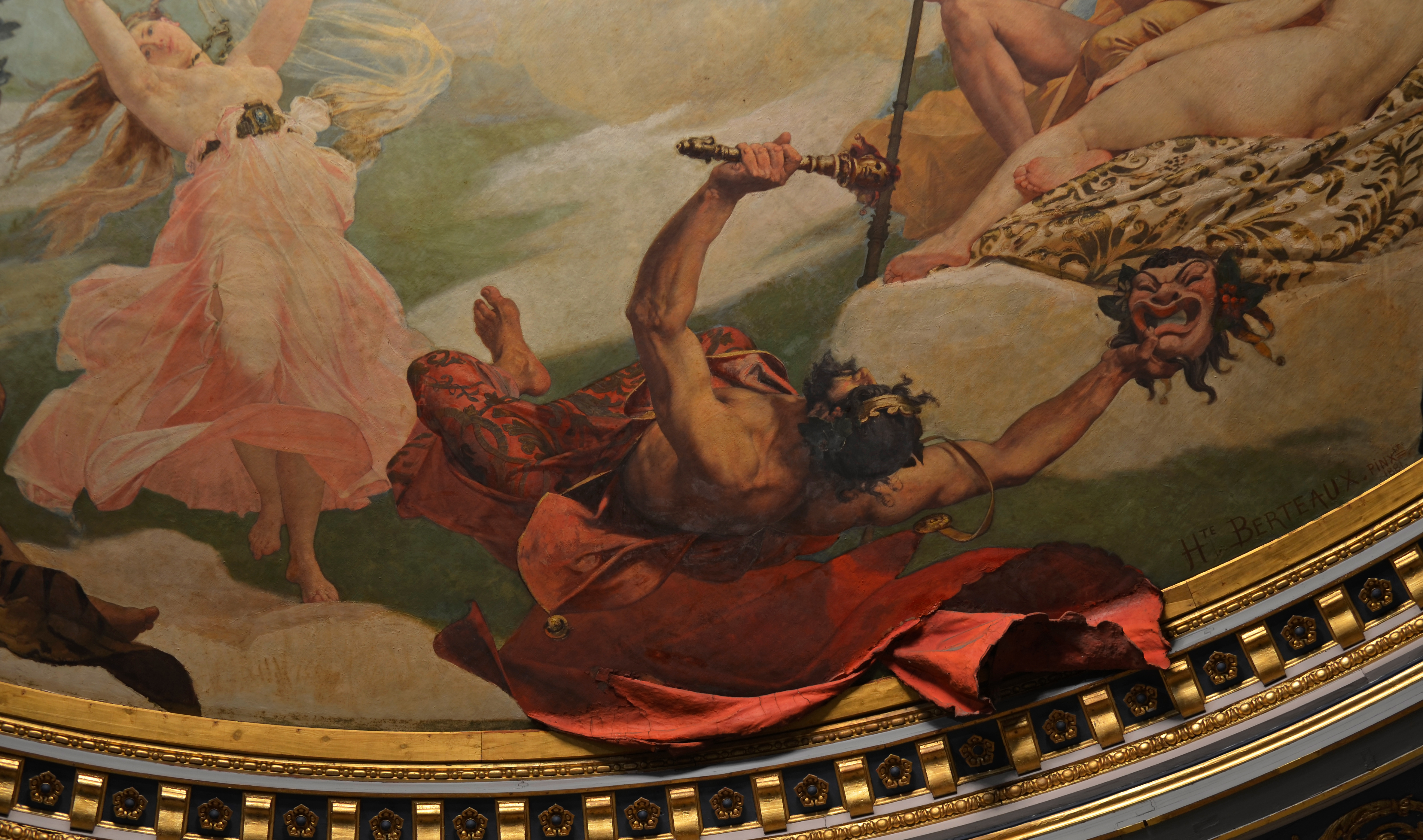

모모스 또는 모무스(그리스어: μῶμος)는 그리스 신화에서 ‘비난’, ‘폄훼’의 신이다. 악의를 가지고 남을 비난하고 풍자하며 조롱하는 것에 대한 의인화이다. 그의 이름은 그리스어 μομφή에서 유래했는데 그 뜻은 '비난하다', '조롱하다'는 뜻이다.
헤시오도스의 신통기에 따르면, 그는 ‘밤’ 닉스의 아들이다. 모모스는 뉙스가 낳은 다른 자식들, 모로스(운명), 타나토스(죽음), 케레스(죽음), 아파테(사기), 모이라이(운명의 여신들), 오이쥐스(불행, 고초), 오네이로이(꿈), 필로테스(우정), 에리스(불화 不和) 등과 남매지간이다.
그는 남을 비난하고 힐난하고 부정적으로 묘사하는 데 일가견이 있었다. 일설에는 그의 풍자와 조롱이 너무 심해서 제우스마저도 무식하고 폭력적이고 여자들 뒤꽁무니만 쫓아다닌다고 비난했다고 하며, 그 때문에 모든 신이 그를 싫어해서 결국 올림포스 산에서 쫓겨났다고 한다.
이솝 우화에서 두 차례 등장하며, 이탈리아의 콤메디아 델라르테에서는 아를레키노와 유사한 경쾌하며 코믹한 모습으로 나온다.